# Krieslo
Krieslo (588 m) – wzniesienie pomiędzy wsiami Mošovce i Rakša u zachodnich podnóży Wielkiej Fatry na Słowacji. Znajduje się na przedłużeniu zachodniego grzbietu szczytu Malinie (826 m) i tworzy dział wodny między Mošovskim potokiem i jego dopływem – potokiem Rybník. Jego północno-zachodnie zbocza opadają na Kotlinę Turczańską w widły tych potoków.
Krieslo jest porośnięte lasem i znajduje się już poza granicami Parku Narodowego Wielka Fatra.